# 桜 (リュ・シウォンの曲)
『桜』（さくら）は、韓国の俳優・歌手であるリュ・シウォンが日本で発表した1枚目のシングルである。2005年4月13日発売。発売元は徳間ジャパンコミュニケーションズ。

## 概要
- デビューシングル
- ブルボン「粗挽き小麦のビスケット」CMソング
- NTV系「ドラマチック韓流」エンディングテーマ
- 「スキウタ〜紅白みんなでアンケート〜」で9位にランクイン

## 収録曲
1. 桜(4:58) 
作詞・作曲：GiFT、編曲：PIPELINE PROJECT
2. アワ・レインボウ  (4:11) 
作詞：小竹正人、作曲：KAZ、編曲：PIPELINE PROJECT
3. 誓い－アイ・キャン・オーバーカム－(4:58) 
作詞：小竹正人、作曲：西田和也、編曲：PIPELINE PROJECT
4. 桜（INSTRUMENTAL)(4:58)

## 収録アルバム
- オリジナル『秋桜』（2005年10月5日）
- ベスト『Ryu Siwon Single Collection』（2009年4月22日）